# Borsetă

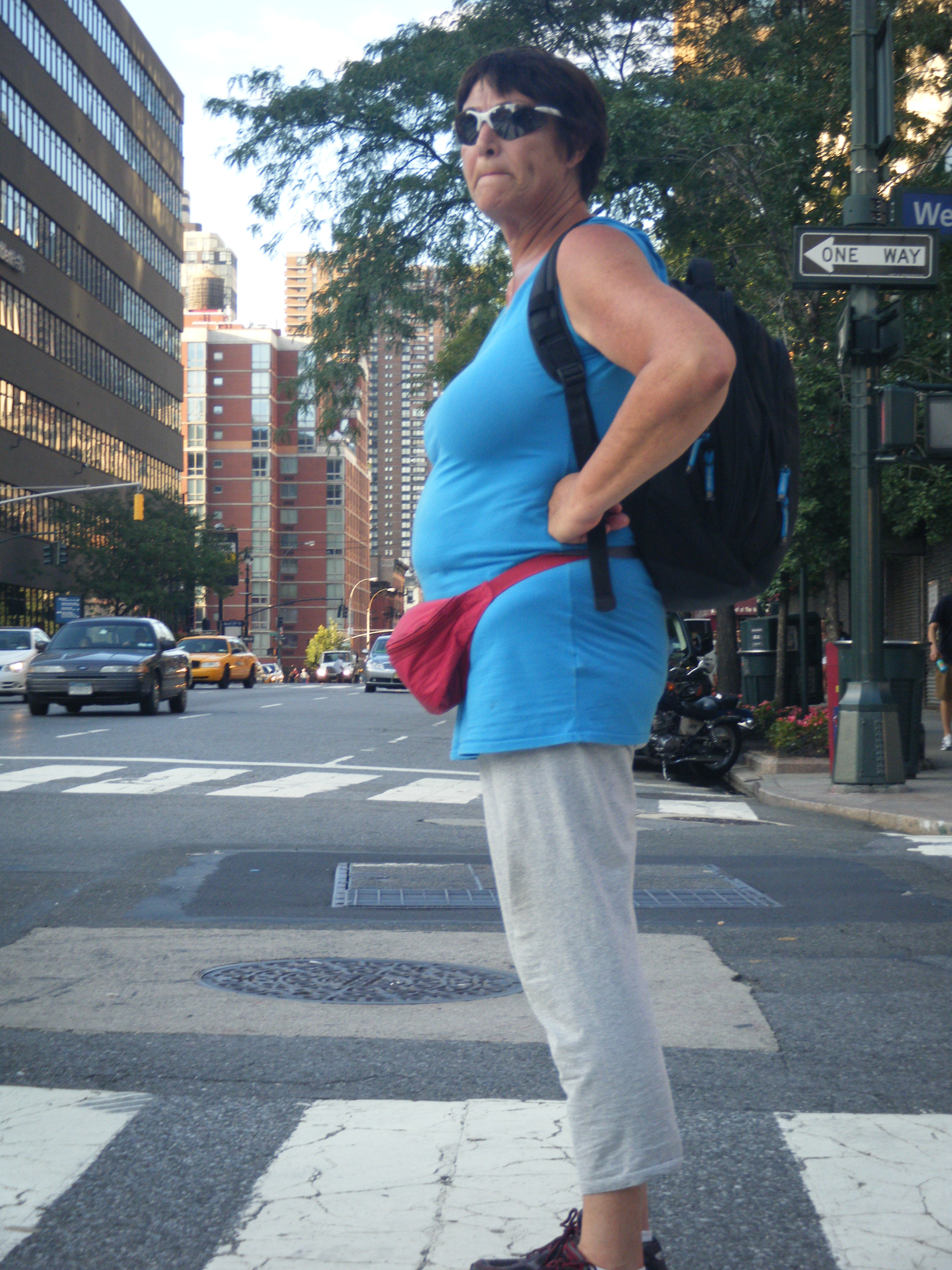
Femeie purtând o borsetă

O borsetă este o husă mică din material, purtată ca un brâu în jurul taliei, cu ajutorul unei curele deasupra șoldurile, care este fixată de obicei cu un fel de cataramă. Uneori, curelele sunt reglabile pentru a se potrivi corect. Poate fi considerată ca o poșetă purtată în jurul taliei.

## Utilizare timpurie
Din punct de vedere istoric, geanta era poziționată în fața corpului, astfel încât oamenii să se poată proteja de bandiți. Pungile atașate la curele au fost folosite încă din antichitate în multe culturi. Nativi americanii foloseau o husă din piele de bizon,  în loc de a coase buzunare în îmbrăcăminte. Pungile acestea puteau fi purtate și pe încheietura mâinii sau pe partea din față a pieptului printr-o curea de gât sau un șnur. Ötzi avea o husă cu curea în urmă cu 5000 de ani. Geanta cu centură medievală europeană este un alt precursor care a fost înlocuit pe măsură ce hainele au ajuns să aibă buzunare.